# Z brzytwą na poziomki
Z brzytwą na poziomki – utwór muzyczny i debiutancki EP zespołu Klan z roku 1970. Piosenkę skomponował i słowa napisał Marek Ałaszewski. Był pierwszym utworem nagranym przez grupę.

## Muzyka
Opracowano cztery wersje piosenki, trzecia z nich ukazała się na płycie. Przearanżowano brzmienie na mniej surowe, nadano tempa wokalowi Ałaszewskiego, rezygnując z monotonnego rytmu. Utwór oparto na riffie fortepianowym. Podstawą konstrukcji utworu jest klasyczny schemat zwrotka – refren. Zwrotki są zaśpiewane drapieżnie, porywczo, refreny kontrastują spokojem i przewlekłością. W środku utworu występuje kilka chórków, a po ostatnim wokalu Ałaszewskiego przechodzi on do swingującej wokalizy. Kompozycji zarzucano podobieństwo utworu do Hit the Road Jack Raya Charlesa, kompozytor bronił się jednak, twierdząc, że to podświadoma inspiracja, a podobieństwa biorą się z ubóstwa skali dźwięków.

## Tekst
Pod względem literackim słowa piosenki są hiperbolą, wyolbrzymiono kuriozalną aktywność ludzką. Brzytwa jest tutaj symbolem porywania się z impetem na małe, kruche rzeczy, symbolizowane przez poziomki. Jest to rodzaj szarży, która nie do końca ma szanse powodzenia. Autor słów, Marek Ałaszewski porównuje to ze znanym powiedzeniem „z motyką na słońce”. Oczy miał błyszczące i włosy rozwiane to nie tyle szaleniec, ile osoba bardziej kreatywna niż destrukcyjna. Występujący w refrenie fauny to siły przyrody, które przeciwstawią się każdemu szaleństwu, a człowiek skonfrontowany z nimi zaczyna maleć i wtapiać się w otoczenie. Alegoryczny obraz jest efektem malarskiego spojrzenia Ałaszewskiego (który był również malarzem). Sam autor przyznał, że inspirował się sztuką surrealistyczną.

## Obecność na listach przebojów
Piosenka zadebiutowała na 17 miejscu liście przebojów Rozgłośni Harcerskiej.

## Skład
Zespół nagrał piosenkę w składzie
- Marek Ałaszewski – śpiew, gitara
- Maciej Głuszkiewicz – fortepian, organy Hammonda
- Roman Pawelski – gitara basowa
- Andrzej Poniatowski – perkusja